# Mastigias siderea
Mastigias siderea är en manetart som beskrevs av Chun 1896. Mastigias siderea ingår i släktet Mastigias och familjen Mastigiidae. Inga underarter finns listade i Catalogue of Life.